# Matadepera
Matadepera (pronunciat [ˌmatəðəˈpeɾə]) és un municipi de Catalunya situat al nord de la comarca del Vallès Occidental. La vila està situada a 423 metres d'altitud, als vessants meridionals de la muntanya de Sant Llorenç del Munt, un conglomerat rocós que arriba a la Mola, a una altura de 1.104 metres. Matadepera és al marge esquerre de la riera de les Arenes.
Limita amb els termes municipals de Terrassa a l'oest i al sud, amb Castellar del Vallès a l'est i amb Sant Llorenç Savall i Mura (al Bages) al nord. Comunica amb Terrassa mitjançant la carretera BV-1275, amb Sabadell per la BV-1248 i amb Talamanca i Navarcles per la BV-1221.
parc

## Geografia
- Llista de topònims de Matadepera (Orografia: muntanyes, serres, collades, indrets..; hidrografia: rius, fonts...; edificis: cases, masies, esglésies, etc).

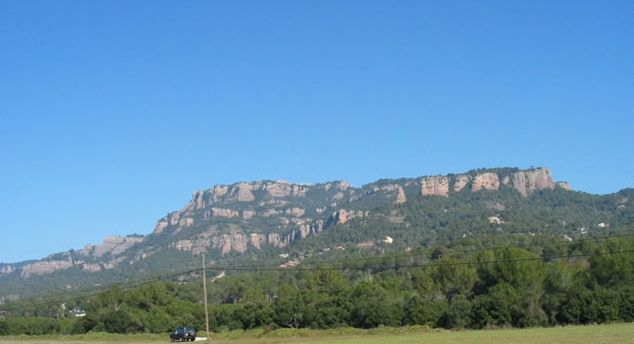
El massís de Sant Llorenç del Munt des de les Pedritxes

L'extensió és de 25,2 km², una part dels quals situats dins dels límits del Parc Natural de Sant Llorenç del Munt i l'Obac. La zona forestal ocupa una gran part del terme (1.745 hectàrees de pinedes i 334 de matollar), i els conreus són de secà, principalment de cereals, oliveres i vinya, amb algunes explotacions ramaderes. Matadepera està situada a 6 km de Terrassa, a 10 de Sabadell i a uns trenta de Barcelona.
Amb un cens que supera els 9.000 habitants (densitat 365 hab/km²), Matadepera ha articulat la seva població en diversos barris i urbanitzacions (les Pedritxes, Cavall Bernat, Can Robert, els Rourets, el Pla de Sant Llorenç, Drac Parc, Can Prat, Can Solà del Racó, Verge de Montserrat, el Mas Sot, Can Vinyers).

## Història
Els primers elements documentals sobre la fundació daten de l'any 959, quan es parla del "lloc de Matadepera", que pertanyia al terme del castell de Terrassa. Mig segle més tard, el 1013, els comtes Ramon Borrell i Ermessenda van dotar el monestir benedictí de Sant Llorenç del Munt amb l'alou de Matadepera; més endavant va passar a ser de jurisdicció reial.
La primitiva església de Sant Joan de Matadepera o de la Mata Xica, a la dreta de la riera de les Arenes, i l'antic Ajuntament, eren el nucli d'una població de masies disperses per tot el terme municipal. Cal situar cap al 1768) l'origen del que seria el nou poble de Matadepera, entorn de l'antic hostal de la Llagosta o de la Marieta, a l'altra banda de la riera.
La primitiva economia estava basada en l'explotació dels recursos naturals i agrícoles, bàsicament oliverars i vinyes. Al començament del segle xx, les indústries més importants eren la del carbó, la de la calç, la dels totxos i teules i la del vidre.
Actualment, Matadepera ha esdevingut, per la seva proximitat amb Sabadell i Terrassa, un important poble residencial, on el sector dels serveis, el comerç i la construcció són les principals activitats econòmiques. Un dels seus trets més característics és l'important nivell associatiu i la intensa vitalitat cultural, com ho demostra l'existència d'un gran nombre d'entitats culturals, esportives i associatives.
Fruit de la dinàmica cultural del poble són els agermanaments amb la vila austríaca de Mariapfarr, des del 1984, i amb la població nord-americana de Lincoln (Massachusetts) des del 1989.
Per a tot això, Matadepera és un poble bàsicament residencial. No hi ha zones industrials ni comercials, ni tampoc d'oci nocturn. Gaudeix d'un comerç de proximitat d'una gran qualitat i dels serveis propis d'un municipi de les seves dimensions: Centre d'Assistència Primari en el camp de la Sanitat, escoles bressol, escoles d'ensenyament primari (dues públiques i una privada), un Institut d'Ensenyament Secundari, Escola de Música, Biblioteca Municipal, Església, Casal de Cultura, Casal de la Gent Gran, emissora municipal de ràdio, TV per IP, Policia Municipal, entre altres serveis. També disposa d'una caserna de Bombers Voluntaris i Agrupació de Defensa Forestal, degut a la gran quantitat de bosc que envolta el municipi.

### Els primers pobladors
Podem trobar proves de l'existència dels primers pobladors de Matadepera en el Parc Natural de Sant Llorenç del Munt i la Serra de l'Obac. Es desconeix l'hàbit de les comunitats paleolítiques, ja que només hi ha constància de presència humana a la muntanya a partir del Neolític.
Les comunitats eren agrícoles i ramaderes, es dedicaven al pastoralisme, a la caça i la collita.
Els jaciments més importants són: la Cova del Frare, la Cova de les Ànimes, la Cova del Mal Pas i altres. S'han trobat diferents elements que van des del Neolític, l'edat de bronze, edat de ferro i el final de la prehistòria.

### Edat antiga, ibers i romans
La població es va dedicar al conreu de la plana i les coves van esdevenir refugis de vianants i pastors. S'han trobat d'aquest període fragments de ceràmica ibèrica i monedes en diverses parts del massís (Cova Simanya, Cova del Frare, la Porquerissa...) i en la seva rodalia com el Turó de Sant Joan. A partir del segle ii aC va evolucionar cap a la romanització. El nou procés d'explotació agrària basat en el sistema esclavista romà feu decréixer la població dels turons en establir-se en les «vil·les», ço és cases de pagès distribuïdes al llarg de la riera de les Arenes. Els principals productes de conreu eren el vi, l'oli i els cereals (sobretot el blat). S'han trobat restes de dipòsits de les premses que servien per l'elaboració de l'oli i vi, àmfores que s'utilitzaven per a transportar, gerres de grans dimensions per a servar-hi els cereals, etc.
En aquella època el Vallès Occidental era una de comarques amb les millors produccions vinícoles de la Hispània romana.
Es creu que existia un santuari pagà en el cim de la Mola, on s'han trobat fragments de ceràmica íbero-romanes com teules i monedes.

### Edat mitjana
S'ha trobat algunes sepultures de principis de l'edat mitjana com les del coll d'Eres, de la Porquerissa, els Òbits i la necròpolis de Can Robert, els castells roquers com els de Rocamur o la Torrota de la Roca, les balmes obrades com el Puig de la Balma, les Balmes de l'Espluga i les torres de vigilància com la Balma de la Pola, la Torrota de l'Obac, etc.

### El naixement del poble de Matadepera
A la fi del segle xviii es començà a formar el que avui és l'actual poble de Matadepera.
Les primeres cases es construïren al costat del que era el camí ral que unia Barcelona a Manresa. Aquest camí va ser, durant segles, una de les principals rutes de comerç i l'eix central de gran part de les comunicacions entre els pobles i ciutats, i un dels camins més utilitzats de tot el Principat.
La ruta principal del camí duia i travessava el poble de Matadepera, on actualment és el carrer de Sant Joan. Més tard, es va obrir el carrer de Baix que seria el carrer de Sant Isidre, i després el carrer de Dalt, l'actual carrer de Sant Llorenç.
L'any 1768 trobem els primers establiments d'aquest nou poble. Narcís Gorina, fill de la masia Can Gorina, cedeix?? una parcel·la de terra tocant el camí ral per a Tomàs Martí i per a Josep Argemir. Aquests dos pagesos vinyataires es construeixen dues cases, una al costat de l'altre. Neix així el nou centre urbà de Matadepera i es comença a formar un nou veïnat. L'any següent, el 1969, també en terres de Narcís Gorina, en Francesc Ventayol construeix l'hostal de la Marieta. Alguns anys més tard, el 1784, en els terrenys de davant construeix el pou i les cavallerisses. Actualment en el centre del carrer de Sant Joan, es poden veure els edificis que formaven l'antic hostal, ja que aquests exteriorment no han patit gaire canvis. A final del segle xviii i a principi del segle xix, el poble anava creixent a poc a poc i Narcís Gorina continuava venent les seves terres al costat del camí ral. L'any 1771 en Joan Pratginestós construeix una casa de pagès, un trull i l'era de batre. La família Pratginestós conjuntament amb en Domingo Pi de la Serra, propietari de Can Vinyers, van promoure l'activitat constructora del poble amb la venda de parcel·les arran del camí ral: a la zona alta del carrer de Sant Joan, de Sant Llorenç i la vorera nord de Sant Isidre.
On actualment se situa la plaça de Cal Baldiró hi havia la bassa veïnal. L'espai a l'entorn de la bassa es forma per a fer comunicar els tres carrers principals; el carrer de Sant Joan, el de Sant Llorenç i el de Sant Isidre. Només es podia arribar a la plaça prenent el passatge del Rellotge.
A la primeria del segle xix es van construir els primers establiments del poble de Matadepera. També fou a meitat d'aquest segle, que la bassa es tapa amb terra i passa a ser una plaça: la plaça de Cal Baldiró. Aquesta plaça roman el centre social del poble i al seu entorn s'hi construeixen el Casino Matadeperenc, que més tard esdevingué el teatre de Cal Baldiró. Al seu costat, s'hi construí el cafè que llavors ja es tornà el cafè republicà, de les esquerres i Cal Baldiró el de les dretes. Aquest cafè republicà es convertirà, l'any 1942, en l'Hotel Espanya.

### L'església de Matadepera
La construcció d'una nova església, per l'ampliació del poble, volia ser-ne el nucli urbà. El 1846 però, per falta de recursos es van parar les obres. Els propietaris que encara vivien a les masies no volien la construcció de la nova parròquia, puix que si el nou poblat creixia la muntanya es despoblava.
L'any 1852 les obres es tornen a reprendre. Es compra un campana petita i s'acaben les obres i se celebra la seva inauguració. Però amb les presses i la falta de diners la construcció devia ser molt fràgil i va caure. Temps més tard ja tornava a estar tot reparat.

#### El Mossèn Jaume Torres
El Mossèn Jaume Torres és qui va donar nom a la plaça de l'església. Va arribar a Matadepera l'any 1897 i, veient que el temple estava en molt mal estat, es va proposar d'aconseguir una església adequada a la localitat. L'ajuntament no tenia diners per pagar-ho i ell va buscar la manera per trobar-los tot organitzant rifes. L'any 1904 veu inaugurat el nou campanar.
El rellotge es va obtenir alguns mesos més tard, i ho va fer amb un donatiu que anava a recollir casa per casa. Va recórrer a l'amistat que tenia amb l'arquitecte Bonaventura Bassegoda per fer una nova planta. L'any 1917 va fer beneir el nou temple. Quan encara no hi havia electricitat, va pagar la instal·lació d'un fanal de gas per il·luminar la plaça de l'església. Va formar part de les «aigües de Matadepera». Era administrador d'alguns interessos econòmics per Pere Aldavert i del Baró de Quadres.
El mossèn Torres va duplicar les celebracions, per fer-les a la parròquia i després a la capella. Es va decidir que tothom li pagués un ase per anar amunt i avall i que construïssin una casa pel rector, però no es va fer ni una cosa ni l'altra. Finalment el rector va dir que si no pagaven no baixaria a fer missa. La situació era insostenible, ja que cada vegada vivia més gent al nou poble i els propietaris anaven partint. El 1881 el bisbe va assignar el trasllat de la parròquia i la rectoria, a la capella del poble i aquestes foren abandonades. Va morir l'any 1933 a causa d'una greu malaltia.

### Canvis recents
El poble de Matadepera, envoltat de camps i de vinyes i amb el Parc Natural de Sant Llorenç a tocar, ben aviat va començar a ser ple de carrers i cases en bon estat, i molta gent pujava a gaudir-hi del temps i del paisatge. Van començar a venir de ciutat, malalts del cos, cercant els aires curatius d'aquestes muntanyes. El nou poble es va començar a convertir en un poble d'estiueig per a la gent alta de Barcelona. Sembla que els primers estiuejants foren els Escuder que l'any 1863 vingueren a Matadepera a una casa del carrer Sant Joan. Al mateix carrer també hi trobem la casa de l'editor Pere Aldavert. Construïda entre 1890 i 1897. I la casa de la família empresarial Marcet construïda l'any 1895 l'obra de la qual fou feta per Lluís Muncunill.
L'any 1856 el tren va arribar a Terrassa i 3 anys més tard va arribar a Manresa. Tots els viatgers, homes de negocis i mercaders utilitzen el ferrocarril per anar a Manresa. El camí-ral deixa de ser útil i en conseqüència el tros que passava per Matadepera entra en crisi.
La indústria de Terrassa comença a agafar força i molts habitants de Matadepera van anar a treballar a les fàbriques. La majoria eren dones i havien de fer el camí a peu perquè no hi havia cap mena de transport públic. L'any 1913 dos germans Marimon i en Joan Martí van formalitzar l'escriptura de compra de cavalleries i carruatges per tal d'establir un servei de transport de passatgers entre Matadepera i Terrassa, però tenien molts problemes a causa del mal estat de la carretera. No va ser fins a l'any 1922 que l'empresa va adquirir dos autobusos Ford, model T de 18 places. Per a engegar-los era a cops de maneta i fins que la carretera no va ser asfaltada també van tenir molts maldecaps.
Molts dels amos de les antigues masies i cases pairals van anar a viure a Terrassa, i hi restaren els masovers. Molts d'aquest amos van esmerçar en el naixement industrial, per tant la vida municipal es portava des de Terrassa. A més a més, la vida d'aquests amos era ser senyors o, com antigament s'anomenaven, “hacendados”: muntaven a cavall, mantenien relacions socials, anaven a festes, etc.

### Matadepera avui
Actualment Matadepera ha passat de ser un poble de residència estiuenca a ser un poble de primera residència, amb un creixement constant però sostingut fins a ser un dels municipis amb un nivell de vida més elevat del Vallès Occidental i de tot Catalunya.

## Demografia
| 1497 f | 1515 f | 1553 f | 1717 | 1787 | 1857 | 1877 | 1887 | 1900 | 1910 |
| ------ | ------ | ------ | ---- | ---- | ---- | ---- | ---- | ---- | ---- |
| 15     | 17     | 19     | 120  | 219  | 554  | 538  | 574  | 530  | 627  |

| 1920 | 1930 | 1940 | 1950 | 1960 | 1970  | 1981  | 1990  | 1992  | 1994  |
| ---- | ---- | ---- | ---- | ---- | ----- | ----- | ----- | ----- | ----- |
| 718  | 664  | 665  | 728  | 733  | 1.075 | 2.351 | 4.270 | 4.884 | 4.884 |

| 1996  | 1998  | 2000  | 2002  | 2004  | 2006  | 2008  | 2010  | 2012  | 2014  |
| ----- | ----- | ----- | ----- | ----- | ----- | ----- | ----- | ----- | ----- |
| 6.082 | 6.362 | 6.924 | 7.404 | 7.711 | 8.169 | 8.460 | 8.606 | 8.669 | 8.841 |

| 2016  | 2018  | 2020  | 2022  | 2024  | 2026 | 2028 | 2030 | 2032 | 2034 |
| ----- | ----- | ----- | ----- | ----- | ---- | ---- | ---- | ---- | ---- |
| 8.984 | 9.291 | 9.496 | 9.752 | 9.815 | -    | -    | -    | -    | -    |

## Govern municipal
Després de les eleccions municipals de 2019, la composició de l'Ajuntament és la següent:
- SOM-HI Matadepera 5 regidors
- JxCat 4 regidors
- Suma't - Ara Pacte Local 3 regidors
- ERC-AM 1 regidor

| Període      | Nom de l'alcalde/-essa                                            | Partit polític                          | Data de possessió |
| ------------ | ----------------------------------------------------------------- | --------------------------------------- | ----------------- |
| 1979 - 1983  | Víctor Peiró                                                      | CiU                                     | 19/04/1979        |
| 1983 - 1987  | Víctor Peiró                                                      | CiU                                     | 28/05/1983        |
| 1987 - 1991  | Víctor Peiró                                                      | CiU                                     | 30/06/1987        |
| 1991 - 1995  | Estanislau Simón i Flores                                         | CiU                                     | 15/06/1991        |
| 1995 - 1999  | Lluís Iribarren Junyent                                           | CiU                                     | 17/06/1995        |
| 1999 - 2003  | Jaume Riera Pascual                                               | CiU                                     | 03/07/1999        |
| 2003 - 2007  | Jordi Gregori Miralles (2003-2005) Jordi Comas Rovira (2005-2007) | Proposta Activa de Matadepera (PAM) ERC | 14/06/2003        |
| 2007 - 2011  | Mireia Solsona Garriga                                            | CiU                                     | 16/06/2007        |
| 2011 - 2015  | Mireia Solsona Garriga                                            | CiU                                     | 11/06/2011        |
| 2015 - 2019  | Mireia Solsona Garriga                                            | CiU                                     | 13/06/2015        |
| 2019 - 2023  | Nil López Crespo                                                  | Junts per Matadepera                    | 15/06/2019        |
| Des del 2023 | Guillem Montagut Marquès                                          | SOM-HI Matadepera                       | 17/06/2023        |

## Símbols
L'escut de Matadepera es defineix pel següent blasó:
«Escut caironat: al 1r de gules, un agnus Dei contornat reguardant, nimbat d'or amb la banderola d'argent creuada de gules i l'asta creuada d'or, i al 2n d'or, 4 pals de gules; per timbre una corona mural de poble.» Fou aprovat el 28 d'abril de 1991 i publicat en el DOGC el 10 de maig del mateix any. L'anyell de Déu o Agnus Dei, és l'atribut de Sant Joan Baptista, patró del poble. Les quatre barres de l'escut de Catalunya recorden la jurisdicció reial sobre la localitat.
La bandera de Matadepera és apaïsada (de dos d'altura per tres de llarg), vermella amb tres creus sobreposades (blanca, vermella i blanca), de braços respectivament 4/12, 3/12 i 2/12 de l'altura del drap.

## Edificis destacats
- L'església parroquial de la Degollació de Sant Joan Baptista, al centre del poble, construïda entre 1911 i 1917 per Bonaventura Bassegoda i Amigó;
- L'antiga església de Sant Joan de la Mata Xica, d'origen romànic tot i que l'edifici actual és una construcció dels segles xvi o xvii, situada prop del mas de Can Roure;
- Can Roure, una de les masies que formava el nucli primitiu, a la dreta de la riera de les Arenes; documentada des del segle xiii;
- La Torre de l'Àngel, casa modernista de segona residència dissenyada per l'arquitecte terrassenc Lluís Muncunill el 1907, situada passat el km 7 de la carretera BV-1221;

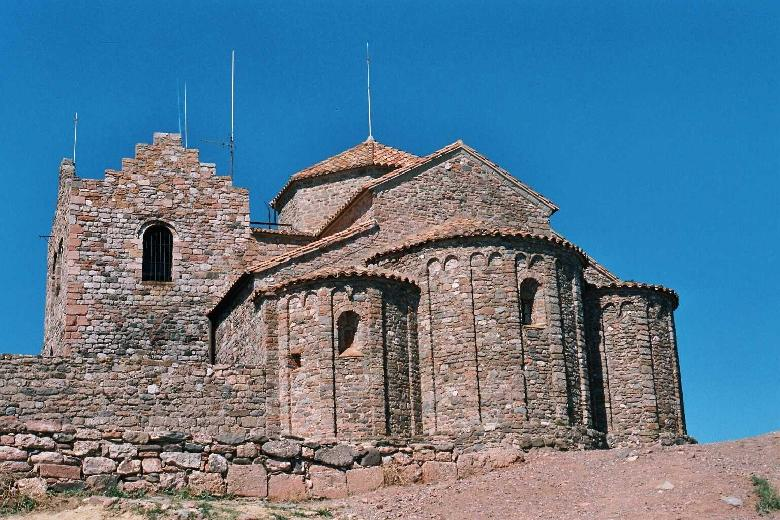
Absis del monestir de Sant Llorenç del Munt

- La Barata, conjunt format per la casa pairal homònima i la capella de Sant Roc, molt malmès durant la Guerra Civil i restaurat a la dècada del 1940; el mas de la Barata es remunta al segle xiv, mentre que la capella és del 1622; també al peu de la carretera BV-1221, al km 9;
- Can Pobla, sota mateix de la Mola, masia del començament del segle xx aixecada per Antoni de Quadras, aleshores propietari de la muntanya i del monestir i primer comte de Sant Llorenç del Munt; la capella manté l'antic culte a Sant Esteve;
- El monestir de Sant Llorenç del Munt, al cim de la Mola, sens dubte el màxim exponent arquitectònic de tot el terme municipal, obra emblemàtica del primer romànic (segle xi), declarat monument historicoartístic el 1931;
- La capella ermita de Santa Agnès, de mitjan segle xiv, situada al pendent de la cova del Drac, dins el massís de Sant Llorenç del Munt.

## Personatges vinculats
Entre altres personatges cèlebres, han passat temporades a Matadepera escriptors com Àngel Guimerà, que va escriure-hi la seva novel·la Maria Rosa, o mossèn Ballarín, a més de Manuel Azaña quan era president de la República Espanyola i residia a la Torre Salvans. En l'actualitat compta entre els seus veïns escriptors com en Vicenç Villatoro o en Jaume Cabré, com també l'alpinista Edurne Pasaban.

## Festes i tradicions
Matadepera té des de fa anys un important teixit associatiu que fa possible l'existència de moltes activitats lúdiques i culturals repartides al llarg de tot el calendari. Una de les més destacades és la que té lloc passat Nadal i durant dos caps de setmana: les Festes de Sant Sebastià. En honor d'un dels dos co-patrons de la vila (l'altre és Sant Joan), s'organitzen actes relacionats amb la natura i la pervivència d'antigues tradicions rurals. Les festes giren entorn d'un pi que és “plantat” a la plaça de Cal Baldiró, al centre del poble, al voltant del qual s'organitzen algunes de les activitats més destacades, com el ja famós “Concurs de Grimpaires” o “El ball de l'arbre”.
L'altra festa més assenyalada del calendari és la Festa Major, que coincideix amb el darrer diumenge del mes d'agost i on s'hi organitzen prop d'un centenar d'activitats.
Pel que fa a les convocatòries musicals, la més destacada és el Festival Internacional de Música, instaurat l'any 1981 i que reuneix cada estiu interessants propostes que combinen un repertori “clàssic” amb altres propostes més actuals.
Matadepera també viu amb altres festes que també estan presents al calendari de pobles i ciutats de Catalunya, Nadal, el Carnestoltes, la Diada de Sant Jordi, o les celebracions més tradicionals, com les revetlles de Sant Joan o Cap d'Any.

## Parc Natural
Matadepera es troba als peus de la Mola i està envoltat de camps, conreus i boscos, amb una gran una varietat de camins, dins i fora dels parc natural, a quaranta quilòmetres de Barcelona.
El seu parc natural és el de Sant Llorenç. Més de la meitat de Matadepera es troba dins d'aquest parc natural, situat a la serralada prelitoral a cavall entre el Bages i el Vallès Occidental i entre el riu Llobregat i el riu Ripoll. Els cims més alts o són el de la Mola (1.104 m) terme de Matadepera, per la serra de Sant Llorenç, i el del Turó de Castellsapera (940 m) per la serra de l'Obac.

## Cultura i Artesania
Els costums i tradicions del poble s'han transmès de generació en generació. El poble planifica tot l'any d'una agenda d'activitats i actes organitzats per les diferents entitats i associacions del poble. Caldria destacar les Festes de Sant Sebastià, úniques a tota la comarca, o el Festival Internacional de Música, amb artistes de tot el món.

## Lleure
Les activitats de lleure més populars solen ser el senderisme, la btt, la baixada d'avencs, l'escalada i els esports enmig de la natura. Matadepera també disposa de clubs d'hoquei herba, futbol, bàsquet i un club de golf.

## Gastronomia
Hi ha nombrosa i variada oferta gastronòmica de qualitat, reconeguda per la seva bona cuina.
Des de l'Ajuntament de Matadepera es treballa per a la potenciació de la restauració com a recurs turístic del municipi, amb recursos com la Guia Gastronòmica de Matadepera. Aquesta guia, que recull els diversos restaurants, ofereix tant informació referida a les dades bàsiques com una descripció dels restaurants amb apunts de caràcter històric i del tipus de cuina que hi podrem trobar.

## Comerç
Actualment, un dels grans reptes del comerç urbà deriva de la necessitat de donar resposta eficient a la demanda dels consumidors respecte dels nous hàbits del consum que s'expressen molt clarament en temes com els horaris comercials i l'accés a nous productes i formats comercials.

## Patrimoni
Algunes de les peces patrimonials i arquitectòniques de Matadepera formen part dels encants del Parc Natural de Sant Llorenç del Munt, com el Monestir de Sant Llorenç situat al cim de la Mola o la curiosa ermita de Santa Agnès, una cova convertida en ermita i situada al bell mig d'un bonic paratge pujant cap a la Mola.
En altres casos, en què les propietats són privades, només podem percebre una mica del valor que s'amaga darrere la tanca exterior, com és el cas de la Torre de l'Àngel, una casa d'estiueig d'estil modernista, o Can Roure, els vestigis de la història de Matadepera amb la seva ermita i la seva masia. Cases, ermites, masies, llegat que ens va mostrant la història de Matadepera.
Quan et passeges pel seu centre urbà, reconvertit en un bonic espai d'encontre, encara et trobes amb vestigis que ens deixen entreveure el que havia estat l'inici del poble: casetes baixes, el carrer sant Joan (antic camí ral i espina dorsal del poble), l'església, i fins i tot, sense anar gaire lluny, ens podem adonar de la transformació que de mica en mica ha anat tenint Matadepera, des de les seves cases d'estiueig fins a les construccions més noves i actuals.

## Arxiu municipal
L'Arxiu Municipal de Matadepera (AMMAT) és el servei de l'Ajuntament de Matadepera encarregat de gestionar la documentació produïda o rebuda per l'ens municipal i de garantir-ne la seva conservació. D'igual manera, l'AMMAT ofereix la possibilitat d'accés de la ciutadania a la documentació administrativa que afecti els seus interessos, bo i respectant la legislació vigent, i a la documentació històrica, de lliure accés, bé sigui del fons municipal o dels altres fons dipositats a l'arxiu.
El patrimoni documental del municipi té cabuda a l'Arxiu Municipal de Matadepera. És per això que, a banda del fons municipal, és a dir, generat per l'activitat de l'Ajuntament, també s'hi conserven diversos fons de tipus privat que han estat cedits a l'AMMAT per a la seva correcta ordenació i conservació, i per tal de permetre'n llur difusió cultural. D'entre aquests, cal destacar els fons fotogràfics que integren la Secció d'Imatges de l'Arxiu Municipal. Així, el llistat de fons documentals que es poden consultar a l'AMMAT és el següent:
- CAT AMMAT 01: Fons de l'Ajuntament de Matadepera (1768 - obert). 512 metres lineals.

- CAT AMMAT 02: Fons del Jutjat de Pau de Matadepera (1850 - obert). 19 metres lineals.

- CAT AMMAT 03: Subfons del Comitè de control obrer del forn de calç de Roques Blanques (937-1938). 0'1 metres lineals (integrat al fons municipal)

- CAT AMMAT 04: Fons del Centre Català Republicà de Matadepera (abril-octubre, 1934). Estatuts, Registre de socis i llibre d'actes.

- CAT AMMAT 05: Fons de la Hermandad Sindical de Labradores de Matadepera (1940-1946). 0'1 metres lineals.

- CAT AMMAT 06: Fons de Salvador Piferrer i Iter (1939-1992). 0'1 metres lineals.

- CAT AMMAT 07: Col·lecció d'escriptures notarials 1869-1978). 14 escriptures notarials.

- CAT AMMAT 08: Mas Gorina (1577-1944). 0'1 metres lineals.

- CAT AMMAT 09: Fons del Mas Torras (1699-1877). 0'2 metres lineals.

- CAT AMMAT 10: Fons Pratginestós (1808-1943). 3 escriptures notarials, 2 plànols.

- CAT AMMAT 11: Fons de Joan Busqueta i Arola (1946-2005). 0'7 metres lineals.

- CAT AMMAT 12: Col·lecció fotogràfica Miquel Ballbé i Boada (1903- 2000). 734 positius.

- CAT AMMAT 13: Col·lecció fotogràfica Sr. Bellós (1948). 51 positius en placa de vidre.

- CAT AMMAT 14: Fons alberg-refugi La Mola (1948 - 1995). 0,1 metres lineals.

- CAT AMMAT 15: Col·lecció de programes de Festa Major de Matadepera (1952 - 2007). 0,5 metres lineals.

- CAT AMMAT 16: Col·lecció fotogràfica Maria Antònia Gutés (1940 - 1960). 30 fotografies digitals.

- CAT AMMAT 17: Fons audiovisual de Joan Soley i Pons (Matadepera Televisió) (1984 - 1995). 325 vídeos.

- CAT AMMAT 18: Fons de l'Associació de Bombers Voluntaris de Matadepera (1982 - 2011). 1,6 ml i 500 positius.
- CAT AMMAT 19: Fons de la Unitat de Voluntaris Forestals de Matadepera (1988 - 1990). 0,2 ml.
- CAT AMMAT 20: Fons Manel Carrera Arguindegui. 0,8 m, 1317 positius i 8 vídeos.
- CAT AMMAT 21: Col·lecció "Senyores dels tastets". 41 positius.
- CAT AMMAT 22: Fons Narcís Ventalló Vergés. 0,1 ml.

## Entitats
- Cos bombers voluntaris de Matadepera.
- Germandat de Sant Sebastià de Matadepera

## Ciutats agermanades
- Mariapfarr (Àustria), des del 1984.
- Lincoln (Massachusetts, Estats Units), des del 1989.